# Acrocercops zadocaea
Acrocercops zadocaea là một loài bướm đêm thuộc họ Gracillariidae. Nó được tìm thấy ở Sri Lanka.